# 瑞濠街道
瑞濠街道是中华人民共和国贵州省遵义市正安县下辖的一个街道办事处。

## 行政区划
瑞濠街道下辖以下村级行政区划单位：
新龙孔社区、瑞新社区、瑞濠社区、建政社区、解放社区、小米庄社区。